# Трудовая партия Кореи
Трудовая партия Кореи (ТПК, кор. 조선로동당?, 朝鮮勞動黨?: Joseon Rodongdang) — правящая партия в Корейской Народно-Демократической Республике. ТПК является правящей партией в КНДР с момента провозглашения. Возглавлялась Ким Ду Боном, Ким Ир Сеном (1949—1994), Ким Чен Иром (1994—2011). В настоящее время её возглавляет Ким Чен Ын (2012 — н. в.). ТПК — правящая партия в стране. Идеология партии вписывается в концепцию чучхе.
Датой создания Трудовой партии Кореи считается 10 октября 1945 года. В этот день корейские коммунисты воссоздали Коммунистическую партию Кореи. Этот день является государственным праздником КНДР — Днём основания Трудовой партии Кореи.

## Эмблема партии

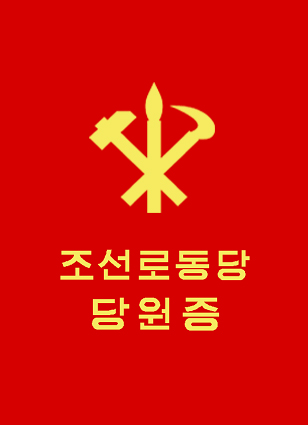
Партийный билет ТПК

Эмблема партии представляет собой пересекающиеся рукоятками серп, молот и кисть, что символизирует единство созидающих внутриклассовых групп северокорейского общества — крестьянства, рабочих и интеллигенции, соответственно.
К традиционному среди мировых рабочих партий серпу и молоту по рекомендации Ким Ир Сена была добавлена кисть. Он счёл ошибкой исключение интеллигенции и отметил, что по его мнению характер единой партии трудящихся народных масс, включающей в себя всех троих прогрессивных представителей рабочего класса, можно показать только так. Ким Ир Сен описал предпочтительные методы изображения: рабочих обозначить в образе молота, крестьян — в образе серпа, а интеллигенцию — в образе пера или кисти (что более соответствует корейской традиции).
Художники составили проект эмблемы, на котором молот, серп и кисть соединялись концами ручек в виде развернутого веера. По сообщению посольства КНДР, Ким Ир Сен принимал личное участие в создании эмблемы: предложил скрестить ручки инструментов и установил их очерёдность.

## История

### Трудовая партия Северной Кореи

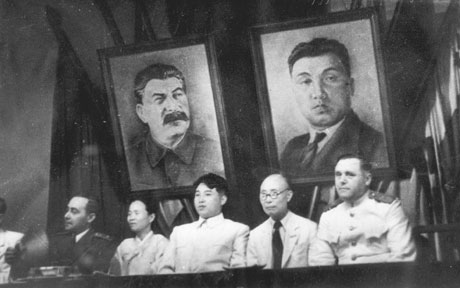
Совместный пленум ЦК Новой народной партии и Коммунистической партии Северной Кореи. 28 августа 1946

Флаг Трудовой партии Северной Кореи

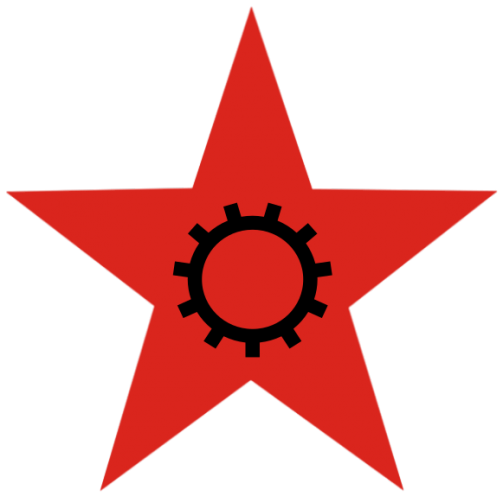
Эмблема Трудовой партии Северной Кореи

29 июля 1946 года на совместном пленуме ЦК Новой народной партии и Коммунистической партии Северной Кореи было официально объявлено об их объединении и принято соответствующее заявление. В течение следующего месяца было проведено слияние провинциальных, уездных, городских парторганизаций. С 28 по 30 августа 1946 года в Пхеньяне прошёл первый съезд объединённой партии, которая получила название Трудовая партия Северной Кореи (ТПСК). Лидером партии был избран Ким Ду Бон. На 1 января 1947 года партия насчитывала 562 тыс. членов. Партия быстро росла — на 1 июля 1948 года в ней значилось 738 913 членов.
С 27 по 30 марта 1948 года в Пхеньяне прошёл II съезд ТПСК.

### Трудовая партия Южной Кореи

Флаг Трудовой партии Южной Кореи

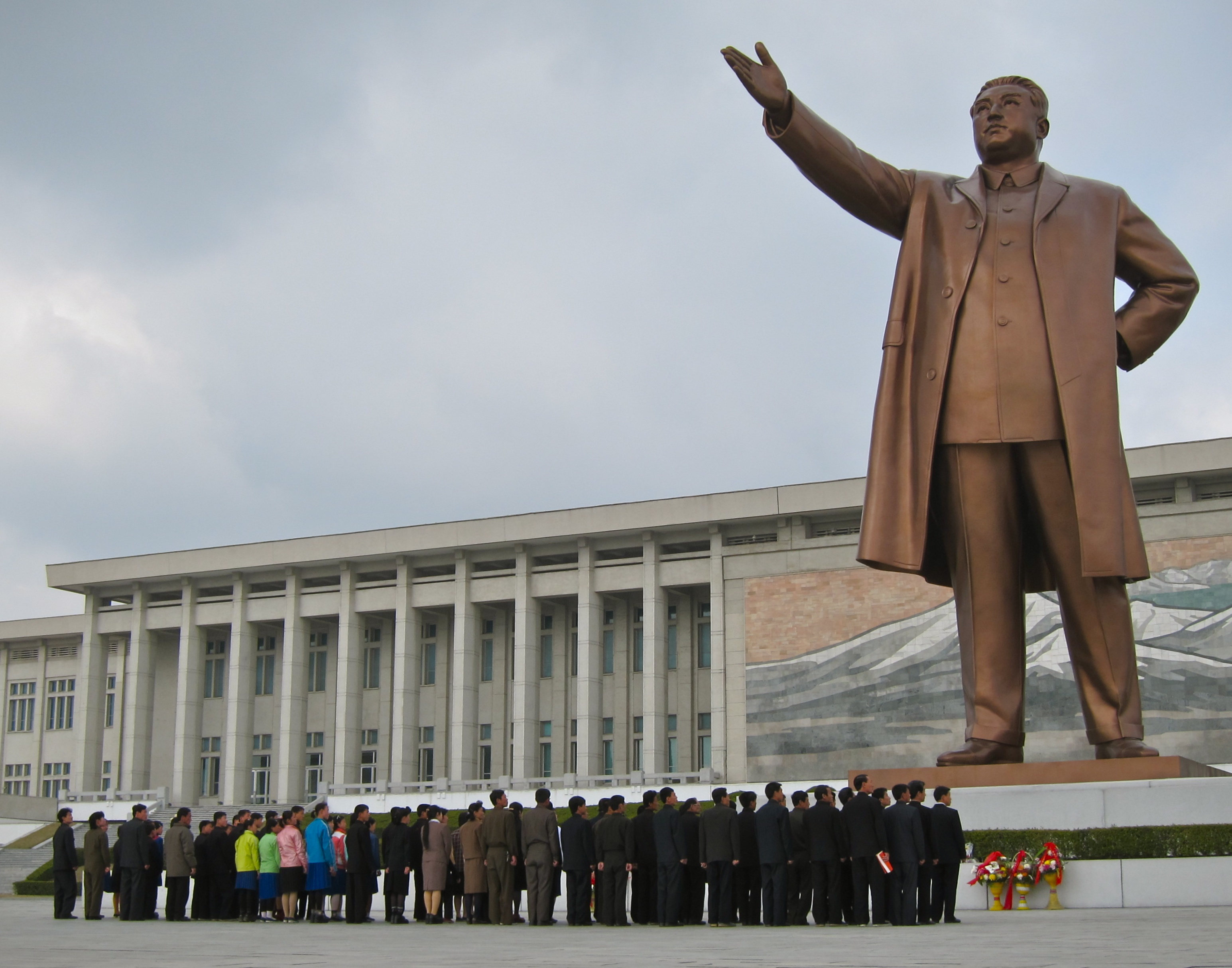
Монумент основателя партии Ким Ир Сена у Музея Корейской революции в Пхеньяне (до 2012 г.)

Трудовая партия Южной Кореи (ТПЮК, 남조선로동당) образована 23 ноября 1946 года после слияния Коммунистической, Новой народной партии Южной Кореи (основана 1 марта 1946 года в Сеуле янъаньским коммунистом Хан Бином как отделение Новой Народной партии) и части Народной партии Южной Кореи. Руководителем партии стал Пак Хон Ён. Партия действовала нелегально, однако сумела создать сеть ячеек по всему югу Кореи. Численность партии достигала 360 000 человек.
После того как 7 сентября 1946 года американские военные власти отдали приказ об аресте лидеров партии, большая часть партийного руководства в 1946—1947 годах перешла на Север. В 1946—1949 годах южнокорейская сеть партийных организаций действовала на территории Северной Кореи параллельно с северокорейской, играя роль тыловой базы южнокорейского подполья.
Партия выступала против планов создания отдельного южнокорейского государства. В феврале-марте 1948 года ТПЮК организовала всеобщую забастовку против отделения Южной Кореи. 3 апреля партия организовала народное восстание на острове Чеджудо против объявления о создании Республики Корея. В ходе подавления восстания более 14 тысяч жителей острова были убиты.
ТПЮК возглавляла подпольный Всекорейский профсоюз.

### Объединение Трудовой партии Кореи
В июне 1949 по решению объединённого пленума ЦК обеих партий ТПСК объединилась с ТПЮК под названием Трудовая партия Кореи (ТПК). В Политбюро ТПК состава 1949 имелось 10 членов: Ким Ир Сен — Председатель партии, Хо Хон, Ким Сам Рён, Ким Чхэк, Пак Хон Ён, Ли Сын Ёп, Ким Ду Бон, Хо Га И (А. И. Хегай), Пак Ир У , Пак Чжон-э.

### ТПК в 1949—1956 годы
Во время корейской войны 1950—1953 года организации Трудовой партии Кореи на Юге были разгромлены и прекратили своё существование. На Севере органы госбезопасности во главе с Пан Хак Се провели жёсткую внутрипартийную чистку, ликвидировав конкурирующие фракции и утвердив единовластие Ким Ир Сена.

### Дальнейшая история
III съезд ТПК (проходил с 23 по 29 апреля 1956 года) утвердил курс партии на строительство основ социализма, завершение кооперирования сельского хозяйства и социалистическое преобразование частной промышленности и торговли.
IV съезд ТПК (проходил с 4 по 11 сентября 1961 года) одобрил контрольные цифры семилетнего плана развития народного хозяйства КНДР на 1961—1967 годы, определив его основную задачу — создание материально-технической базы социализма.
V съезд ТПК (проходил с 2 по 13 ноября 1970 года) подвёл итоги экономического развития республики и превращения её в социалистическое индустриальное государство, утвердил директивы по шестилетнему плану развития народного хозяйства страны на 1971—1976 годы.
VI съезд ТПК (проходил с 10 по 14 октября 1980 года) подвёл итоги экономического и социального развития страны, выдвинул задачи упрочения материально-технической базы социализма, важным этапом на этом пути был объявлен второй семилетний план развития народного хозяйства КНДР (1978—1984 годы). Тогда народу был впервые представлен в качестве преемника Ким Ир Сена его сын Ким Чен Ир, хотя решение о наследнике было принято ещё в 1972 году. Делегатами съезда стали 3062 человек; по данным южнокорейских СМИ, также присутствовало 180 иностранных делегатов из почти 120 стран.
Согласно действовавшей до 2010 года норме, съезды Трудовой партии Кореи должны были проходить каждые пять лет, однако о созыве VII съезда было объявлено только 30 октября 2015 года, он был анонсирован на май 2016 года. В преддверии мероприятия состоялась «70-дневная кампания преданности», его планировали провести в закрытом режиме без иностранных гостей.
VII съезд ТПК (проходил с 6 по 9 мая 2016 года) стал первым съездом за 36 лет. На партийный форум собралось около 3467 делегатов с решающим, 200 делегатов с совещательным голосом, он прошёл в закрытом для иностранной прессы режиме. Съезд внёс некоторые изменения в наименование высших органов партии: вместо секретариата появились председатель партии (им избран Ким Чен Ын) и девять его заместителей.
VIII съезд ТПК (проходил с 5 по 12 января 2021 года). В работе съезда приняли участие 5000 человек, из них 4750 с решающим голосом и 250 — с совещательным. На съезде также присутствовали 2000 человек в качестве наблюдателей. Съездом был внесён ряд изменений в Устав партии, согласно которым, в частности, последующие съезды будут созываться каждые пять лет. Помимо этого, решением съезда Политический исполнительный совет ЦК ТПК был переименован в Секретариат, а Ким Чен Ын был избран генеральным секретарём.

### Конференции Трудовой партии Кореи
I конференция партии состоялась 3-6 марта 1958 года.
II конференция партии состоялась 5-12 октября 1966 года.
III конференция партии проведена 28 сентября 2010 года.
IV конференция партии проведена 11 апреля 2012 года.